# 109 Фелікітас
109 Фелікітас (109 Felicitas) — астероїд головного поясу, відкритий 9 жовтня 1869 року.